# Дом правительства (Сува)
Дом правительства (англ. Government House) — официальная резиденция президента Фиджи.

## История
В 1928 году был построен особняк в георгианском стиле на месте резиденции колониального губернатора, которая сгорела дотла после удара молнии в 1921 году. Первый Дом правительства был построен в начале 1880-х годов (после переноса столицы в Суву) и состоял из двух небольших деревянно-каркасных зданий.
С 1970 по 1987 год Дом правительства был официальной резиденцией генерал-губернатора, а в 1987 году после двух государственных переворотов, приведших к провозглашению республики, стал резиденцией президента.

## Местонахождение
Резиденция расположена к югу от Музея Фиджи, с главным входом со стороны улицы Queen Elizabeth, рядом с Большим Советом вождей.
Здание закрыто для посещения публики, но можно наблюдать за церемонией смены караула в первую неделю каждого месяца. Охранники здания из числа военнослужащих Республики Фиджи.
К северу на улице Queen Elizabeth расположен комплекс Правительственных зданий.

## Галерея

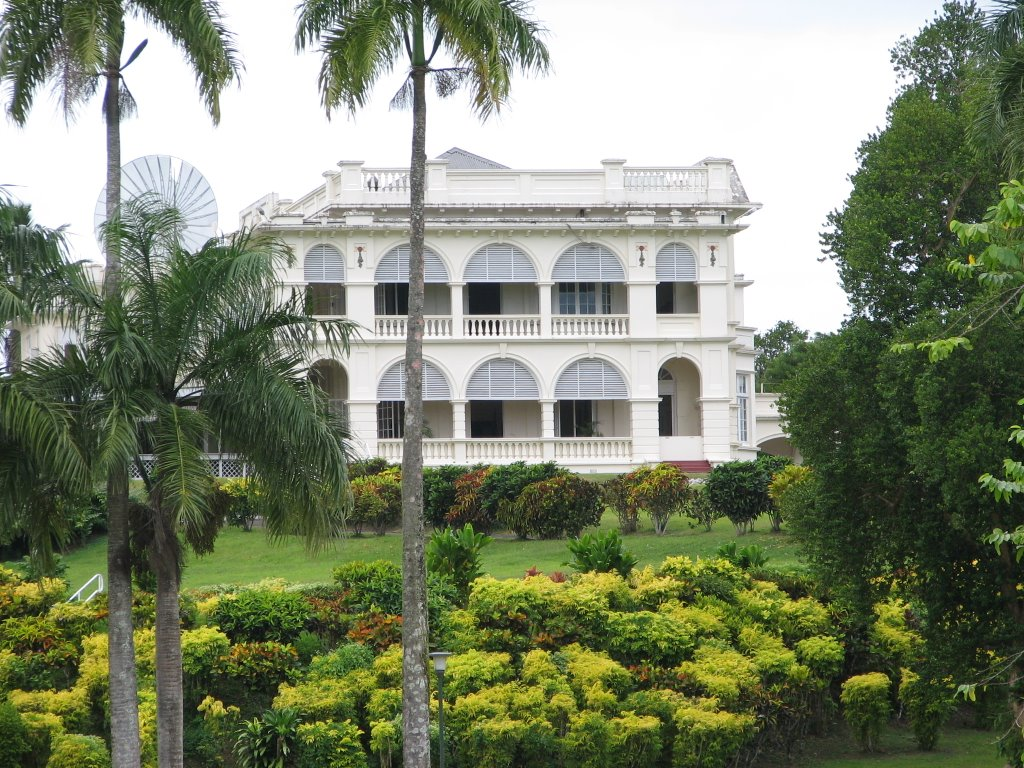
Дом правительства в Суве, вид со стороны улицы Queen Elizabeth (2010 год).